# Oligonychus ochoai
Oligonychus ochoai är en spindeldjursart som beskrevs av Meyer och Vargas 1999. Oligonychus ochoai ingår i släktet Oligonychus och familjen Tetranychidae. Inga underarter finns listade i Catalogue of Life.